# Acetato di litio
L'acetato di litio è sale di litio e acido acetico, con formula CH3COOLi. In commercio è disponibile anche la forma diidrata, CH3COOLi · 2H2O.

## Sintesi
L'acetato di litio può essere preparato tramite reazione acido-base tra acido acetico e idrossido di litio:
LiOH + CH3COOH → CH3COOLi + H2O
Un'altra sintesi utilizza acido acetico e carbonato di litio, con sviluppo di anidride carbonica:
Li2CO3 + 2 CH3COOH → 2 CH3COOLi + CO2 + H2O

## Usi
Trova utilizzo come tampone nell'elettroforesi su gel del DNA e dell'RNA e in biologia molecolare per rendere permeabile la parete cellulare dei lieviti. Inoltre viene utilizzato come catalizzatore nella produzione di diversi polimeri.
È utilizzato anche come farmaco nella terapia dei disturbi bipolari.